# Essity Cuijk
Essity Cuijk is een papierfabriek in de Noord-Brabantse gemeente Cuijk, gelegen aan de Lange Linden 12 te Katwijk
Deze fabriek werd opgestart vanuit de Nederlandse Export Papierfabriek (Nefa) te Nijmegen. In 1960 ging de fabriek in productie. De Nefa werd in 1970 opgenomen in de groep Bührmann-Tetterode. In deze groep bevond zich ook de Celtona-fabriek te Zelhem. In de jaren '70 van de 20e eeuw werd de productie vanuit de Nijmeegse fabriek geleidelijk naar Cuijk overgeheveld. Ook de productie vanuit Zelhem kwam in Cuijk terecht. De fabriek te Cuijk stond bekend als Celtona Cuijk.
Later (vóór 2005) werd de fabriek overgenomen door het Amerikaanse papierconcern Georgia-Pacific (GP).
In 2012 werd de fabriek opnieuw overgenomen, nu door het Zweedse concern Essity, afgesplitst is van het eveneens Zweedse SCA, een bedrijf dat producten voor persoonlijke hygiëne vervaardigt zoals luiers, maandverband en papieren zakdoekjes. De fabriek in Cuijk vervaardigt vanouds soortgelijke producten zoals servetten, keukenrollen en toiletpapier. De fabriek vervaardigt daartoe papier uit oud papier, en dit papier wordt deels geëxporteerd en deels verwerkt tot genoemde eindproducten. In 2023 werkten er in het bedrijf te Cuijk ongeveer 235 mensen.
Merken zijn tegenwoordig (2023): Tork en Tempo. Ook Lotus wordt in Cuijk geproduceerd.